# Paraseiulus intermixtus
Paraseiulus intermixtus är en spindeldjursart som beskrevs av Kolodochka 1983. Paraseiulus intermixtus ingår i släktet Paraseiulus och familjen Phytoseiidae. Inga underarter finns listade i Catalogue of Life.